# Luci Cavallero
Luci Cavallero (Gerli) es una socióloga, investigadora y activista argentina, especialista en economía feminista. 

## Trayectoria
Es licenciada en psicología por la Universidad de Buenos Aires. Es docente en la Universidad Tres de Febrero. Forma parte del colectivo Ni Una Menos de Argentina. 
Sus líneas de investigación están relacionadas con las violencias, reproducción social y la deuda. Ha participado como autora y coautora en publicaciones como Una lectura feminista de la deuda y la Internacional Feminista; La Casa como Laboratorio; Una lectura feminista de la deuda. Vivas, libres y desendeudadas nos queremos. 
Frecuentemente es consultada por medios de comunicación para dar una opinión con perspectiva de género en temas económicos, políticos y sociales.